# Münsterländer Kabarettpreis

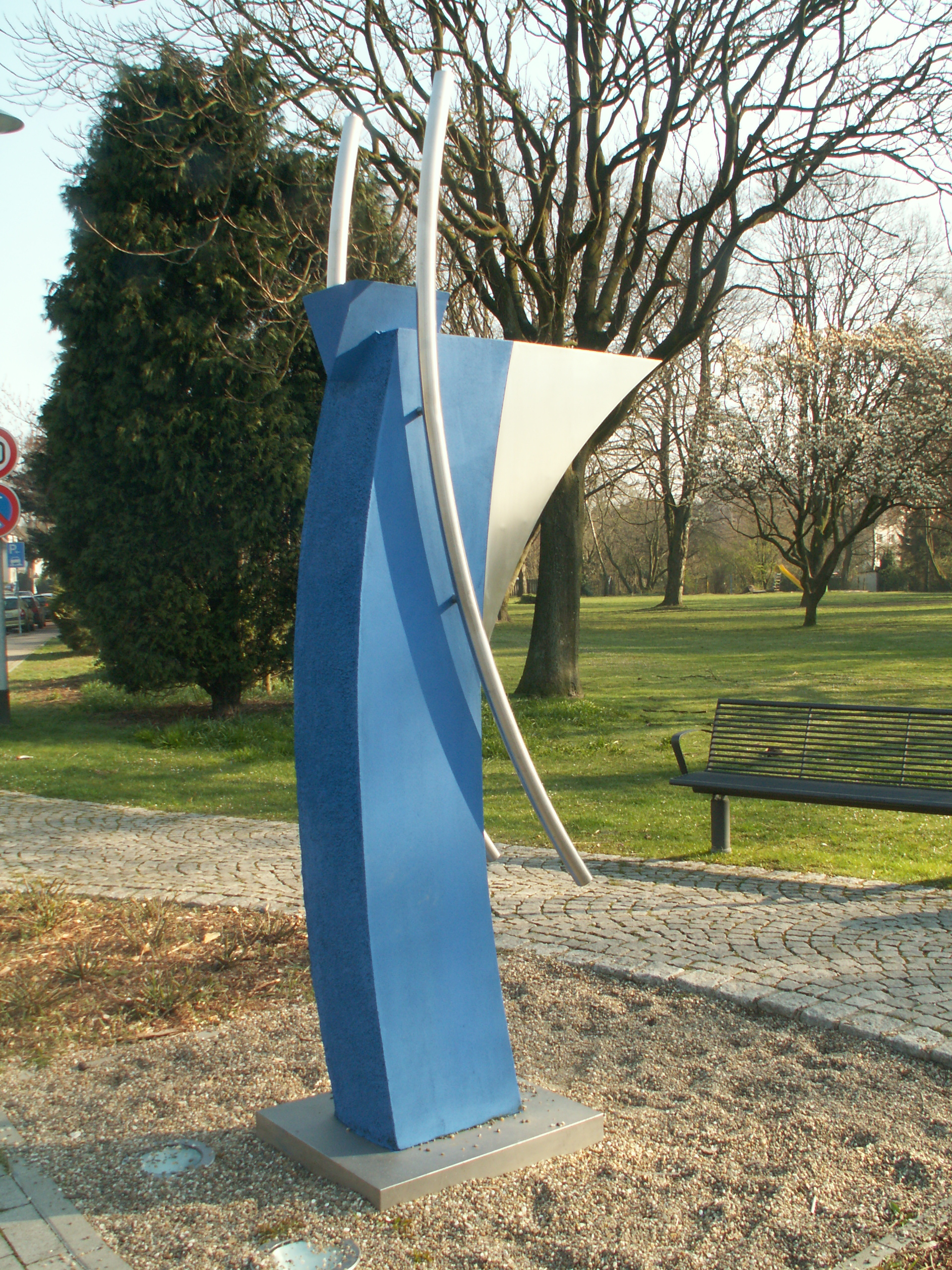
Skulptur „Kiep“ für den Kulturpreis der Stadt Haltern

Der Münsterländer Kabarettpreis „Der Kiep“ wird seit 1996 alle zwei Jahre verliehen. Der Kabarettwettbewerb wird in der Stadt Haltern vom „Kulturboitel“ im Rahmen der „Kabarett- und Comedy-Festivaldur“ ermittelt und trägt den Namen „Kiep“, benannt nach dem Kiepenkerl.
Der Preisträger bekommt neben einem Geldpreis eine – verkleinerte – Nachbildung der von dem Halterner Künstler Ulrich Schriewer geschaffenen Skulptur. Diese Originalskulptur steht in Haltern in Bahnhofsnähe.

## Preisträger
- 1996: Die Kleinen Mäxe
- 1998: Thomas Maurer
- 2000: Bodo Wartke
- 2002: Rolf Miller
- 2004: Sebastian Krämer
- 2006: Horst Evers
- 2008: Nessi Tausendschön
- 2010: Matthias Brodowy
- 2012: Hans Gerzlich
- 2014: Martin Zingsheim
- 2016: Anny Hartmann
- 2018: Michael Feindler, Jury und Publikumspreis
- 2023: Fatih Çevikkollu